# Figueruelas
Figueruelas est une commune d’Espagne, dans la province de Saragosse, communauté autonome d'Aragon comarque de Ribera Alta del Ebro.

## Économie
General Motors y dispose d'une unité de production depuis 1982 où il assemble des modèles Opel, notamment la Corsa et le monospace Mériva. L'usine est reprise par le groupe PSA lors du rachat d'Opel en 2017. Le groupe Stellantis y produit ensuite la 3e génération de Lancia Ypsilon.